# Kevin Nisbet
Kevin Nisbet (Glasgow, 8 de marzo de 1997) es un futbolista británico que juega en la demarcación de delantero para el Millwall F. C. de la EFL Championship.

## Selección nacional
Hizo su debut con la selección de fútbol de Escocia el 31 de marzo de 2021. Lo hizo en un partido de clasificación para la Copa Mundial de Fútbol de 2022 contra Islas Feroe que finalizó con un resultado de 4-0 a favor del combinado escocés tras los goles de Ché Adams, Ryan Fraser y un doblete de John McGinn.

### Goles internacionales
| # | Fecha              | Estadio                         | Oponente     | Gol | Resultado | Competición |
| - | ------------------ | ------------------------------- | ------------ | --- | --------- | ----------- |
| 1 | 2 de junio de 2021 | Estadio Algarve, Faro, Portugal | Países Bajos | 1-2 | 2–2       | Amistoso    |

## Clubes
| Club                              | País       | Año       | Partidos | Goles |
| --------------------------------- | ---------- | --------- | -------- | ----- |
| East Stirlingshire F. C. (cedido) | Escocia    | 2015      | 11       | 6     |
| Partick Thistle F. C.             | Escocia    | 2015-2016 | 12       | 0     |
| Ayr United F. C. (cedido)         | Escocia    | 2016-2017 | 20       | 2     |
| Partick Thistle F. C.             | Escocia    | 2017-2018 | 18       | 1     |
| Dumbarton F. C. (cedido)          | Escocia    | 2018      | 13       | 0     |
| Raith Rovers F. C.                | Escocia    | 2018-2019 | 46       | 34    |
| Dunfermline Athletic F. C.        | Escocia    | 2019-2020 | 32       | 23    |
| Hibernian F. C.                   | Escocia    | 2020-2023 | 101      | 39    |
| Millwall F. C.                    | Inglaterra | 2023-2024 | 30       | 5     |
| Aberdeen F. C. (cedido)           | Escocia    | 2024-2025 | 38       | 14    |
| Millwall F. C.                    | Inglaterra | 2025-     |          |       |

## Palmarés

### Títulos nacionales
| Título          | Club           | País    | Año  |
| --------------- | -------------- | ------- | ---- |
| Copa de Escocia | Aberdeen F. C. | Escocia | 2025 |